# Општина Вуткани (Васлуј)
Вуткани (рум. Vutcani) општина је у Румунији у округу Васлуј.
Oпштина се налази на надморској висини од 179 m.